# Machlolophus
A Machlolophus a madarak osztályának verébalakúak (Passeriformes) rendjébe és a cinegefélék (Paridae) családjába tartozó nem. Egyes szervezetek a Parus nembe sorolják ezeket a fajokat is.
Korábban ezeket a fajokat a Parus nembe sorolták, de a nem 2013-ban történt szétválasztása után létrehozták a Machlolophus nemet.

## Rendszerezésük
A nemet Jean Cabanis, 1850-ban, az alábbi 5 faj tartozik ide:
- fehértarkójú cinege (Machlolophus nuchalis vagy Parus nuchalis)
- tajvani cinege (Machlolophus holsti vagy Parus holsti)
- királycinege (Machlolophus spilonotus vagy Parus spilonotus)
- koronás cinege (Machlolophus xanthogenys vagy Parus xanthogenys)
- indiai cinege (Machlolophus aplonotus) vagy Parus aplonotus